# Schatschip

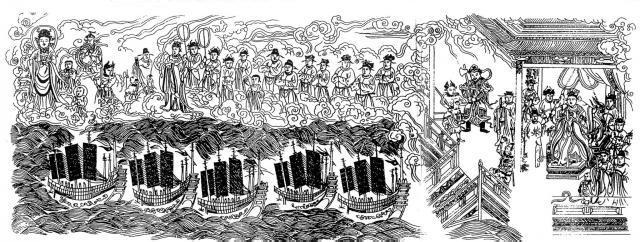
Oudste afbeelding van schatschepen uit 1420

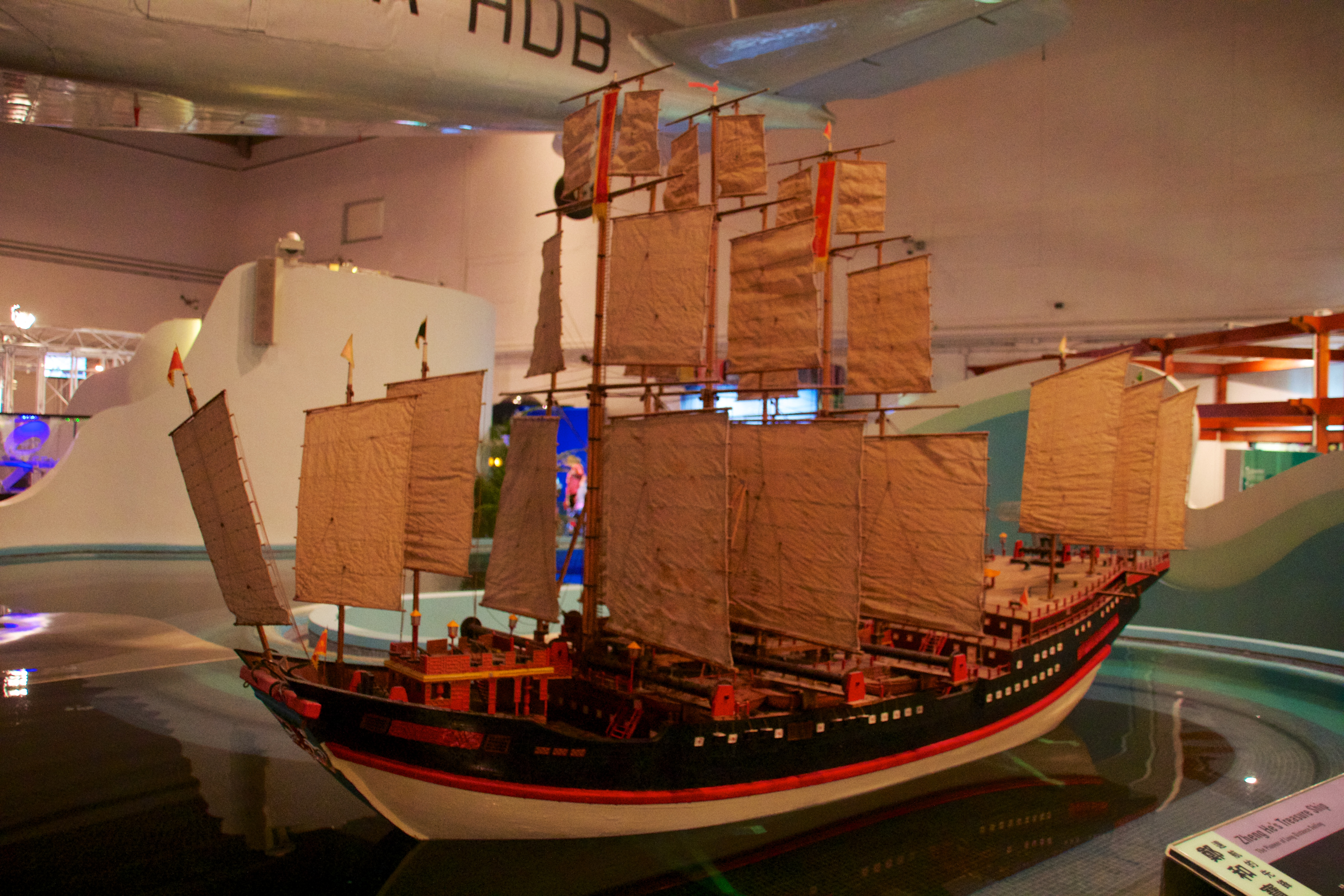
Replica

Een schatschip is een type zeilschip dat de Chinese ontdekkingsreiziger Zheng He gebruikte om zijn wereldreizen (1405-1433) te kunnen uitvoeren. Het was een jonk variërend van de bron met vier tot zeven masten. Volgens een tijdgenoot van Zheng He, waren er ongeveer 200 tot 300 zeelieden nodig om een schatschip te bemannen.

## Afmeting
Nog steeds is men het niet eens over de afmetingen van de schatschepen, de grootste schepen van de vloot. Deze schepen zouden de grootste houten schepen ooit zijn geweest. De Britse wetenschapper Joseph Needham schuift de afmeting van het grootste schip van 135 meter lang en 55 meter breed naar voor. Hedendaagse scheepsbouwers argumenteren dat een houten schip met die afmetingen niet mogelijk is. Ook verschillen de meningen over het aantal gebouwde schatschepen. Voor de zeven expedities zouden 250 schepen zijn gebouwd, waaronder 62 schatschepen.